# Посольство России в Казахстане
Посольство Российской Федерации в Казахстане — дипломатическое представительство Российской Федерации в Казахстане, расположенное в столице государства, городе Астане.
Чрезвычайным и Полномочным Послом Российской Федерации в Казахстане является Алексей Бородавкин.

## Список послов России в Казахстане
- Борис Красников (1992—1994)
- Вячеслав Долгов (1994—1997)
- Валерий Николаенко (1997—1999)
- Юрий Мерзляков (1999—2003)
- Владимир Бабичев (2003—2006)
- Михаил Бочарников (2006—2018)
- Алексей Бородавкин (2018 — наст. время)

## Другие представительства России в Казахстане
- Консульский отдел Посольства России в Астане;
- Генеральное консульство России в Алма-Ате;
- Генеральное консульство России в Уральске;
- Генеральное консульство России в Усть-Каменогорске.